# Scilla litardierei
Scilla litardierei är en sparrisväxtart som beskrevs av Maurice A.F. Breistroffer. Scilla litardierei ingår i släktet blåstjärnesläktet, och familjen sparrisväxter. Inga underarter finns listade i Catalogue of Life.

## Bildgalleri

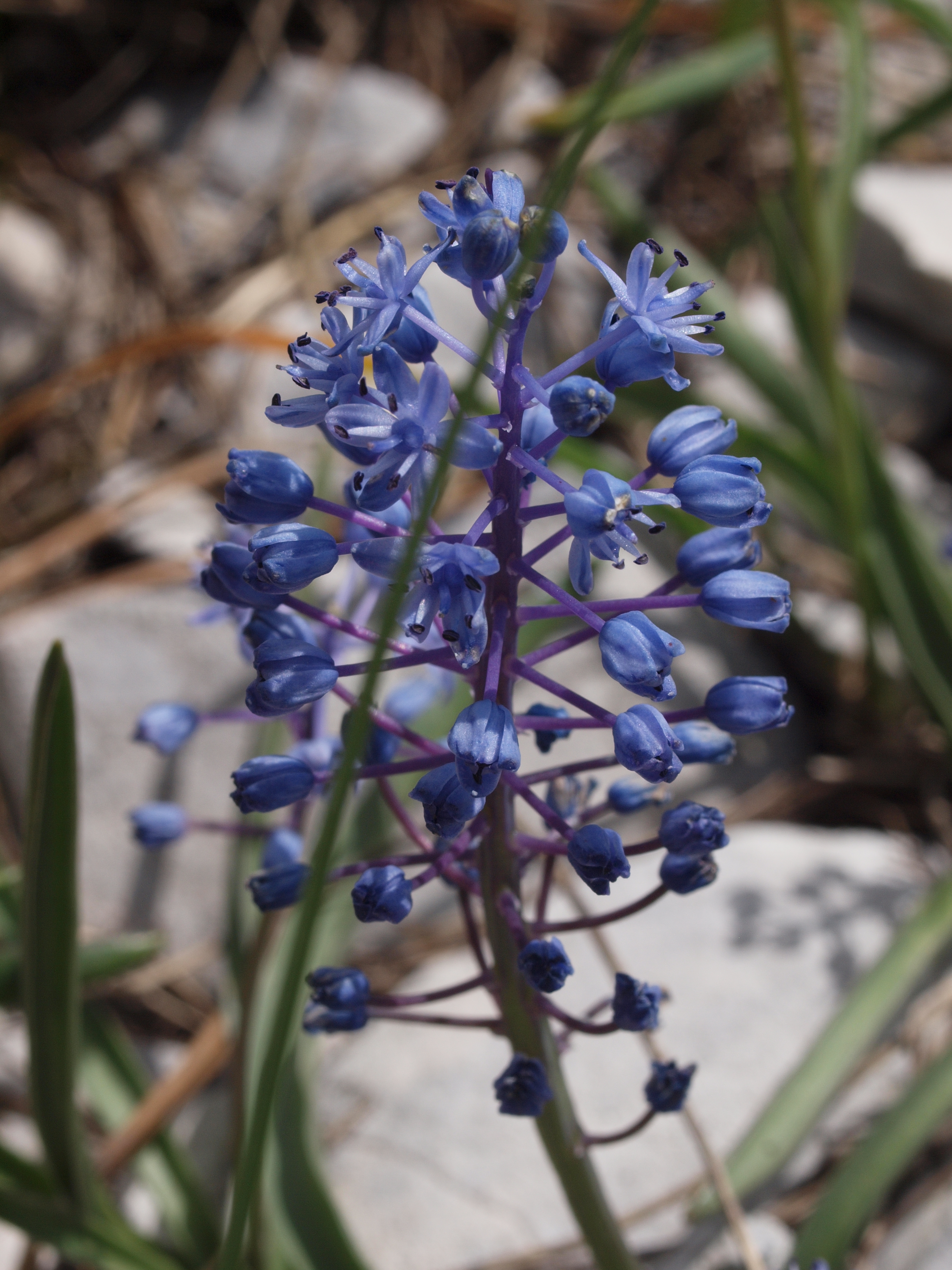
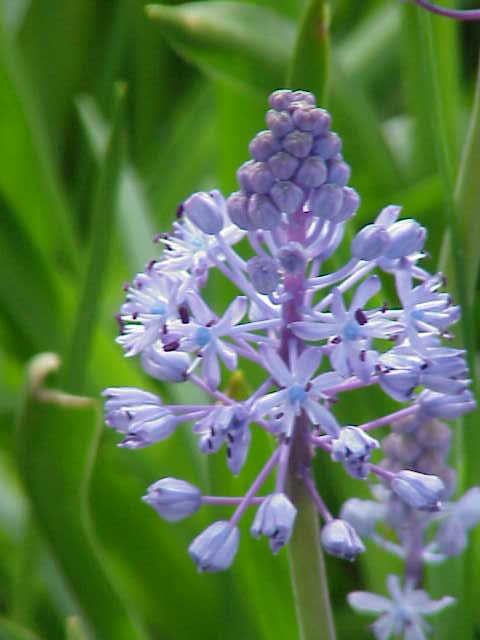
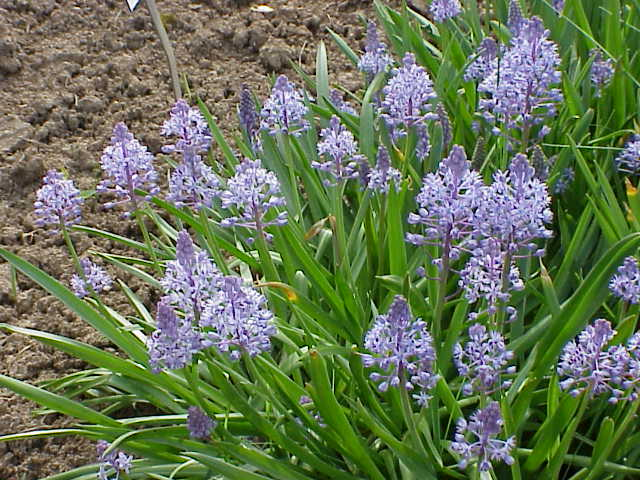
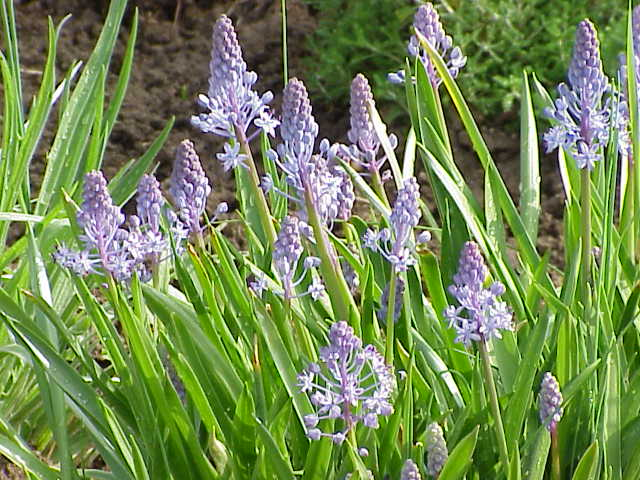